# Logrötker Bach
Der Logrötker Bach ist ein rund anderthalb Kilometer langer Bach im Märkischen Oberland, der auf dem Gebiet der Kleinstädte Breckerfeld und  Halver verläuft und in den Stausee der Glörtalsperre einmündet.

## Geographie

### Verlauf
Der Logrötker Bach entsteht aus zwei Quellästen östlich der Halver Hofschaft Alte Landwehr im Grenzgebiet von Halver und Breckerfeld unweit der L 528. Der linke und westnordwestliche Ast entspringt auf dem Gebiet der Gemeinde Breckerfeld in der Flur Im kalten Born knapp dreihundert Meter ostsüdöstlich der Breckerfelder Hofschaft Landwehr auf einer Höhe von etwa 380 m ü. NHN in einem Nadelwald. Er fließt zunächst in südöstlicher Richtung durch Waldgelände, dann durch Grünland und passiert die Gemeindegrenze von Breckerfeld nach Halver, welche zugleich die Grenze zwischen dem Ennepe-Ruhr-Kreis und dem Märkischen Kreis ist. Er läuft nun entlang der Grenze und vereinigt sich dann mit dem aus dem Südwesten kommende zweiten und rechten Quellast.
Der nun vereinigte Bach zieht nun, teilweise auch unterirdisch verrohrt, entlang der Grenze, die er bis zu seiner Mündung nicht mehr verlassen wird, in Richtung Osten durch Wiesen, Weiden und Wälder und wird dann knapp vierhundert Meter bachabwärts in der Flur Landwehr auf seiner rechten Seite von der aus dem Süden kommenden Schermecke verstärkt. Der Logrötker Bach läuft danach nordnordostwärts in einem Grünstreifen knapp dreihundert Meter durch ein an seinen beiden Hängen bewaldes Tal und nimmt dann in der Flur Im Laubacker von links den aus dem Nordwesten nahenden Glömbach auf. Der Logrötker Bach fließt nun in nordöstlicher Richtung in einer feuchten und von Nadelwald gesäumten Aue und wird nach weiteren vierhundert Meter rechtsseitig von dem zuletzt  aus dem  Südsüdosten heranziehenden Hellertsiepen gestärkt.
Der Logrötker Bach mündet schließlich auf einer Höhe von circa 308 m ü. NHN in den Stausee der Glörtalsperre. Sein etwa 1,5 km langer Lauf endet ungefähr 72 Höhenmeter unterhalb seiner Quelle, er hat somit ein mittleres Sohlgefälle von etwa 48 ‰.

### Einzugsgebiet
Das 2,365 km² große Einzugsgebiet des Logrötker Bachs liegt im Märkischen Oberland  und wird durch ihn über die Glör, die Volme, die Ruhr und den Rhein zur Nordsee entwässert.
Es grenzt
- im Osten und Südosten an das Einzugsgebiet der Glör;
- im Südwesten an das des Bosseler Bachs, der über die Ennepe in die Volme entwässert;
- im Westen an das des Hosterbachs, der in die Ennepe mündet und
- im Norden an das des Sauren Epscheider Bachs, der über den Epscheider Bach in die Volme entwässert.

Ein großer Teil seines Einzugsgebiets ist bewaldet.

### Zuflüsse
Reihenfolge von der Quelle zur Mündung mit Angaben der Länge in Kilometer (km), der Größe des Einzugsbiets in Quadratkilometer (km²)  und des mittleren Abflusses (MQ) in Liter pro Sekunde (l/s), Die Daten erfolgen nach dem Fachinformationssystem ELWAS des Ministeriums für Umwelt, Naturschutz und Verkehr NRW (Hinweise).
- Schermecke (rechts), 0,8 km[8]
- Glombach (links), 1,0 km, 0,65 km², 14,72 l/s
- Hellertsiepen (rechts), 1,3 km[9], 0,44 km², 10,66 l/s

### Glörtalsperre
Die Glörtalsperre ist eine kleine Talsperre auf der Grenze des Ennepe-Ruhr-Kreises und des Märkischen Kreises. Die Wasserfläche verteilt sich zu etwa gleichen Teilen auf die Städte und Gemeinden Breckerfeld, Schalksmühle und Halver.